# Forum Internazionale Conservatore Russo
Il Forum Internazional-Conservatore Russo (Международный русский консервативный форум) è stata una conferenza internazionale di partiti politici e movimenti nazionalisti e conservatori, tenutasi a San Pietroburgo il 22 marzo 2015. L'evento venne organizzato dai nazionalisti russi del partito Rodina, invitando varie organizzazioni nazionaliste da tutta Europa per "dimostrare sostegno alla Russia" e parlare della situazione geopolitica europea dell'epoca.

## Organizzazione
In origine, il forum doveva svolgersi ad ottobre del 2014 con l'intento di unire le forze nazionaliste e conservatrici d'Europa, venendo poi rimandato a marzo del 2015.
Il luogo dove venne svolto il forum fu la "Casa del Popolo", un centro culturale legato proprio a Rodina. Le spese dei partecipanti all'evento vennero pagate dagli organizzatori.

## Partecipanti
Il forum ha ospitato vari rappresentanti di organizzazioni nazionaliste, conservatrici e neofasciste da tutta Europa, organizzazioni peraltro filorusse in politica estera. Le organizzazioni presenti al forum erano:
| Stato       | Organizzazione |
| Belgio      | Euro-Rus |
| Danimarca   | Partito dei Danesi |
| Finlandia   | Kansalaisliitto |
| Germania    | Partito Nazionaldemocratico di Germania |
| Grecia      | Alba Dorata |
| Italia      | Forza Nuova Lega Lombarda Associazione Culturale "Lombardia-Russia" Coordinamento Solidale per il Donbass                                                                          |
| Regno Unito | Partito Nazionale Britannico Britain First |
| Russia      | Club Social-Patriottico "Stalingrado" L'Altra Russia Movimento Imperiale Russo Movimento di Liberazione Nazionale Movimento Sociale Russo Partito Nazionaldemocratico Russo Rodina |
| Spagna      | Democrazia Nazionale |
| Stati Uniti | Movimento Nazionale del Texas |
| Svezia      | Partito degli Svedesi |

Al forum furono presenti anche vari cosacchi, molti dei quali avevano combattuto nel Donbass, con la funzione di "sicurezza".  Tra i partecipanti all'evento ci furono anche il suprematista bianco Jared Taylor e Aleksej Mil'čakov, mercenario nazionalista russo, comandante del DŠRG Rusič. Il Partito della Libertà Austriaco, l'Unione Nazionale Attacco, Jobbik, Fidesz e il Fronte Nazionale vennero invitati al forum, ma rifiutarono l'invito perché erano in periodo elettorale. Altra persona invitata al forum fu Aleksandr Kofman, all'epoca ministro degli esteri della Repubblica Popolare di Doneck, che rifiutò a causa della presenza di organizzazioni neofasciste.

## Proteste
Varie organizzazioni di sinistra protestarono contro l'evento.